# Onofre necator
Onofre necator là một loài nhện trong họ Salticidae.
Loài này thuộc chi Onofre. Onofre necator được Hipólito Ruiz López & Antonio D. Brescovit miêu tả năm 2007.